# Фреденсборг (фрегат)
Фреденсборг (дат. Fredensborg) — датский фрегат. Использовался в Треугольной торговле.

## История
Первоначально фрегат Фреденсборг носил другое название, он назывался Крон Принц Кристиан (Cron Prindz Christian). Постройка корабля началась в 1752 году. Был спущен на воду 1753 году. Корабль использовался для торговли в Карибском бассейне. В 1756 году капитаном корабля стал Эспен Киёнингс в том же году фрегат был переименован в Фреденсборг. В июне 1767 года корабль отправился из Копенгагена в Датскую Гвинею. Во время 7-месячной стоянки на рейде в гавани Кристиансборга несколько членов команды, включая капитана Киёнингса и его старшего помощника погибли в результате несчастного случая и тропической лихорадки. Командование кораблём взял на себя рулевой Йохан Францен Ференц. 23 апреля 1768 года Фреденсборг с грузом товаров, слоновой костью, золотом и 265 чернокожими рабами отправился на Виргинские острова. 17 или 18 июля 1768 года фрегат прибыл в Санта-Крус. Там были проданы все рабы и приобретена древесина ценных тропических деревьев. После этого Фреденсборг вновь отправился в Данию, но во время шторма 1 декабря 1768 года сел на мель и затонул недалеко от Норвежского города Эрендал. В сентябре 1974 года останки корабля были обнаружены водолазами.